# ميخائيل جي. كوبولا
ميخائيل جي. كوبولا هو سياسي أمريكي، ولد في 7 ديسمبر 1942 في بوسطن في الولايات المتحدة، وتوفي في 26 أغسطس 2005 بسبب سرطان القولون. نشط حزبياً في الحزب الجمهوري. وقد انتخب عضو مجلس نواب ماساتشوستس ‏.